# Astor rogenc
L'astor rogenc (Erythrotriorchis radiatus) és una espècie d'ocell de la família dels accipítrids (Accipitridae). Habita vegetació de ribera, matoll i boscos clars d'Austràlia septentrional i oriental. El seu estat de conservació es considera en perill d'extinció.